# سلمن (مریلند)
سلمن (به انگلیسی: Solomons) شهری در ایالت مریلند کشور ایالات متحده آمریکا است که جمعیت آن در سرشماری سال ۲۰۱۰ میلادی، ۲٬۳۶۸ نفر بوده‌است.

## نگارخانه

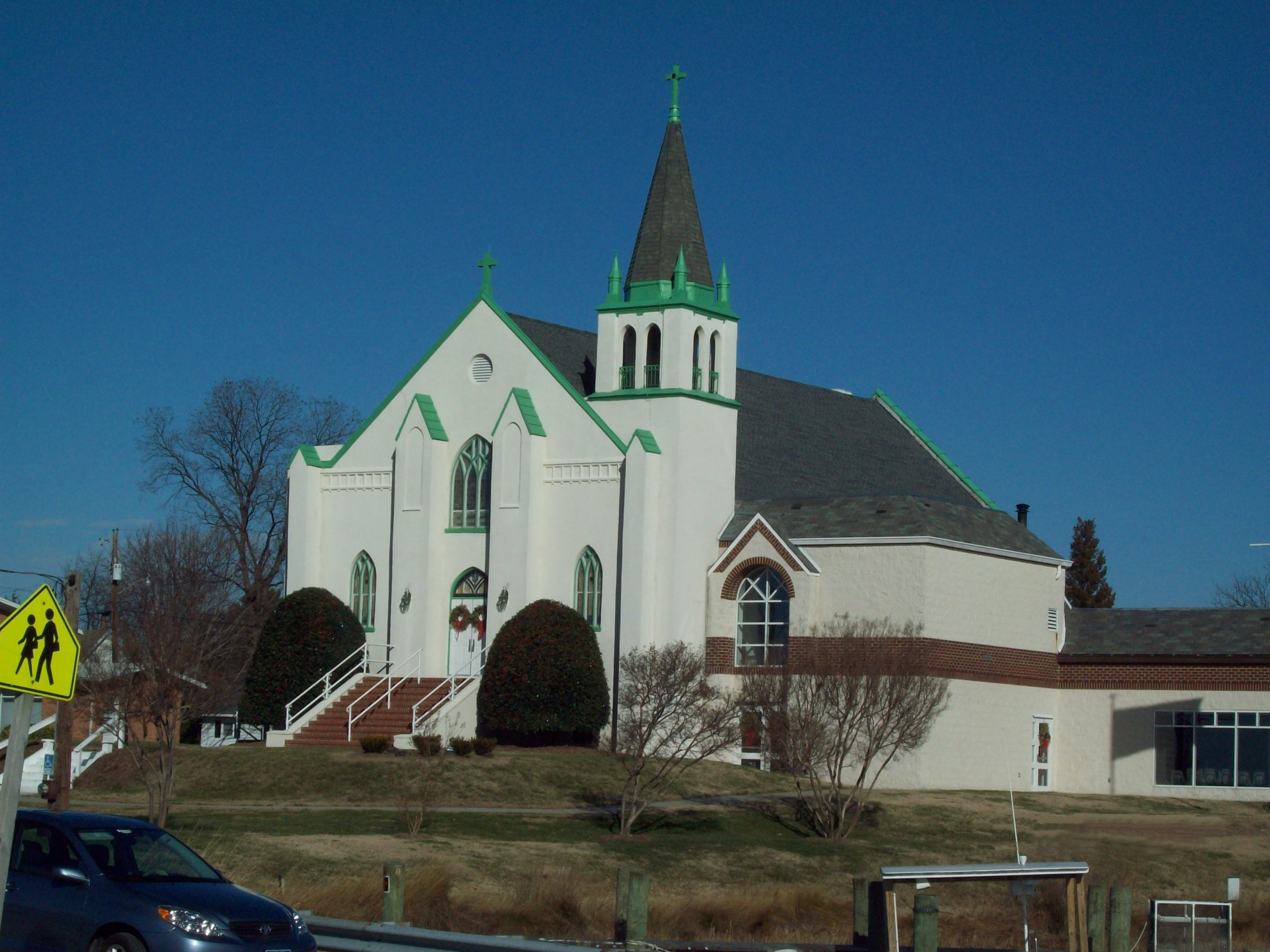
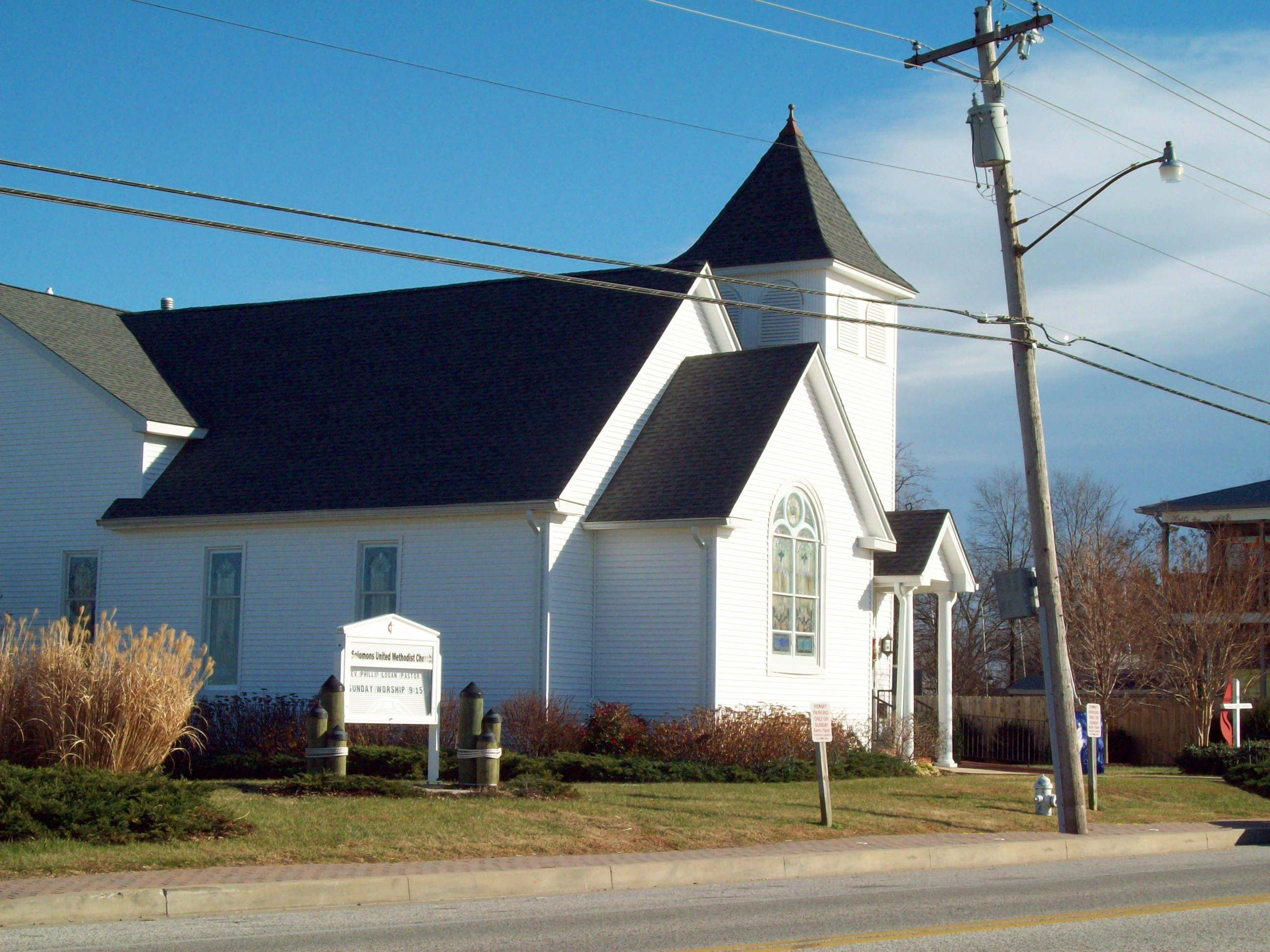
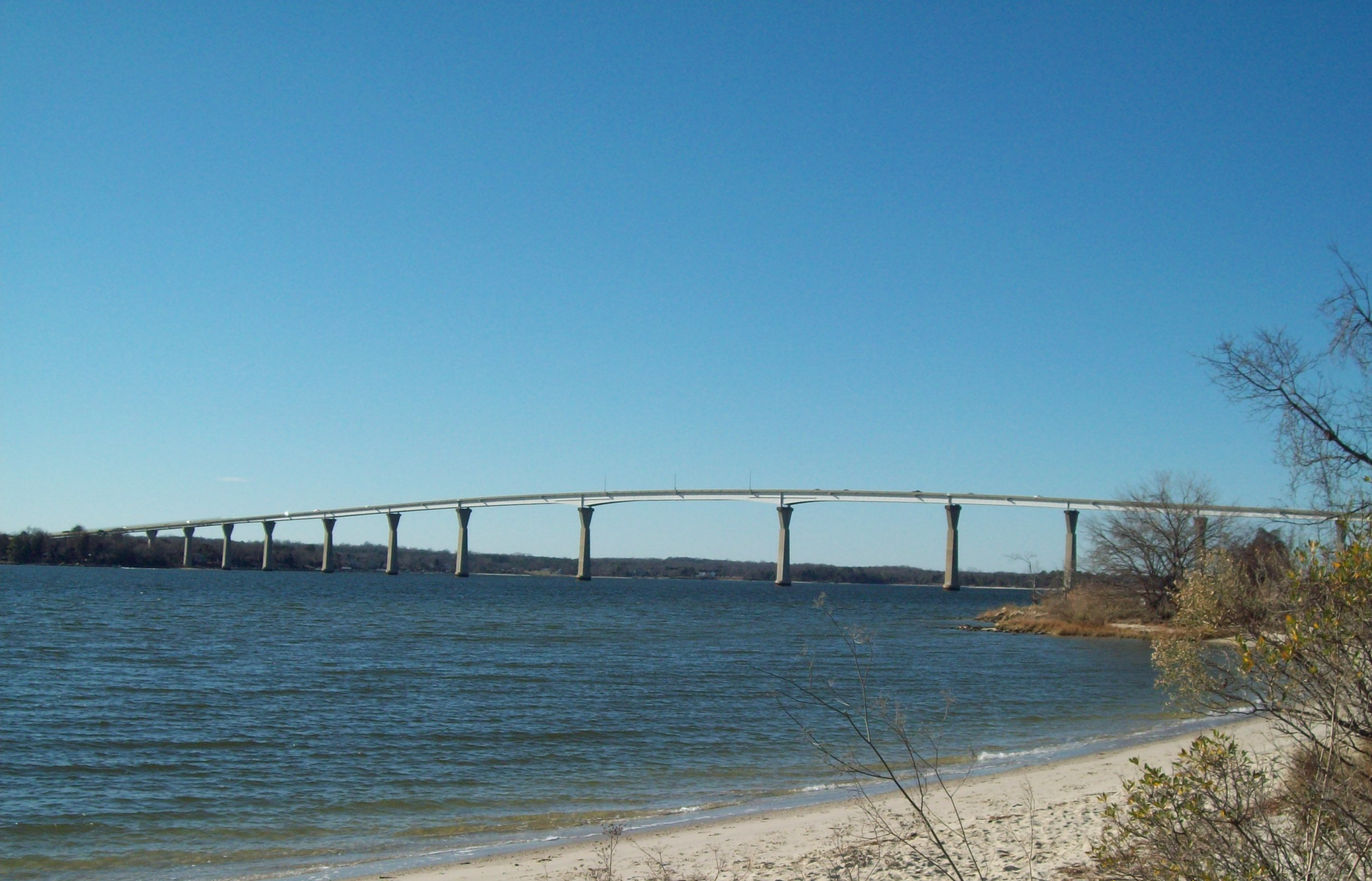
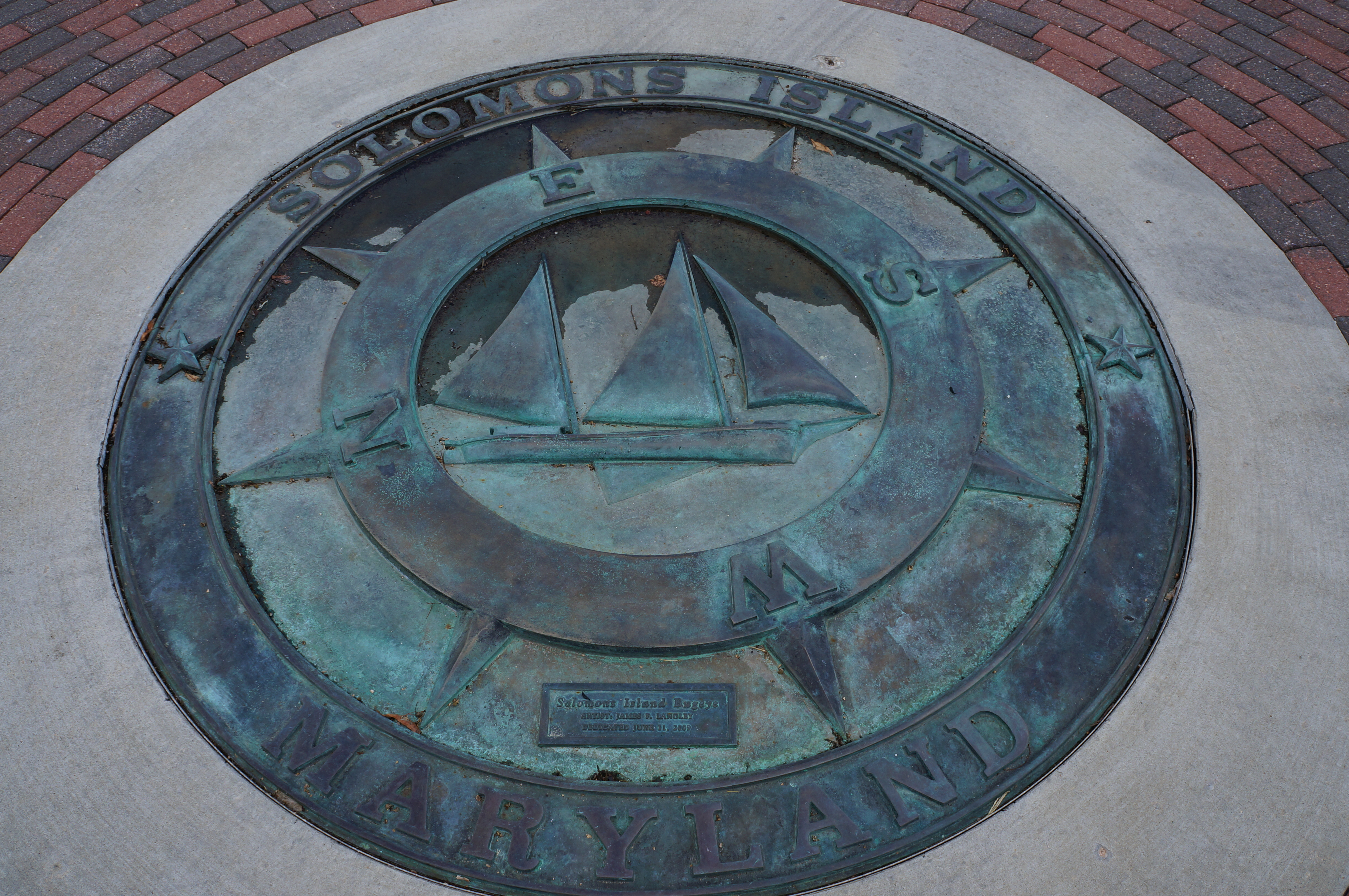